# Miss Universe Canada
Miss Universe Canada is een jaarlijkse nationale missverkiezing in Canada die 's lands afgevaardigde naar de internationale Miss Universe-verkiezing selecteert.

## Geschiedenis
De organisator van Miss Universe Canada, Beauties of Canada, werd in 2002 opgericht en bezit de exclusieve rechten om een Canadese afgevaardigde naar Miss Universe te sturen. Directeur van de organisatie is Denis Davila, een in Nicaragua geboren Canadees die eerder al missverkiezingen hield in zijn geboorteland en in Canada. In 2003 werd een eerste Miss Universe Canada verkozen. De winnares behaalde meteen ook een top 10-plaats bij Miss Universe. In 2005 werd Natalie Glebova verkozen tot Miss Universe Canada. Later dat jaar won zij als tweede Canadese ooit en als eerste van deze verkiezing ook Miss Universe.

## Winnaressen

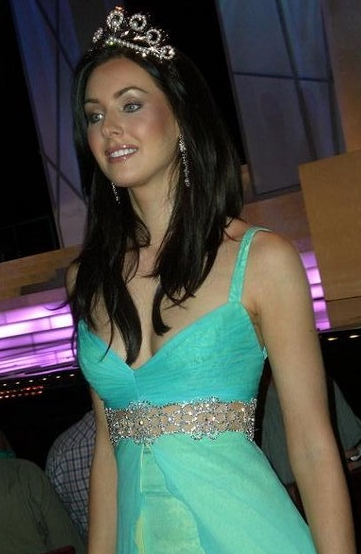
Natalie Glebova, Miss Universe Canada 2005, Miss Universe 2005, foto uit 2007.

| Datum    | Jaar | Winnares            | Woonplaats    | Provincie | Plaats Miss Universe | (Andere) Gewonnen titels       |
| -------- | ---- | ------------------- | ------------- | --------- | -------------------- | ------------------------------ |
| 28 april | 2008 | Samantha Tajik      | Richmond Hill | Ontario   |                      |                                |
| 4 maart  | 2007 | Inga Skaya          | Toronto       | Ontario   |                      |                                |
|          | 2006 | Alice Panikian      | Toronto       | Ontario   | Top 10               | International Queen of Coffee  |
|          | 2005 | Natalie Glebova     | Toronto       | Ontario   | winnares             |                                |
|          | 2004 | Venessa Fisher      | Waterdown     | Ontario   |                      |                                |
|          | 2003 | Leanne Marie Cecile | Tecumseh      | Ontario   | Top 10               | International Queen of Flowers |